# Катастрофа на Тилігульському насипі

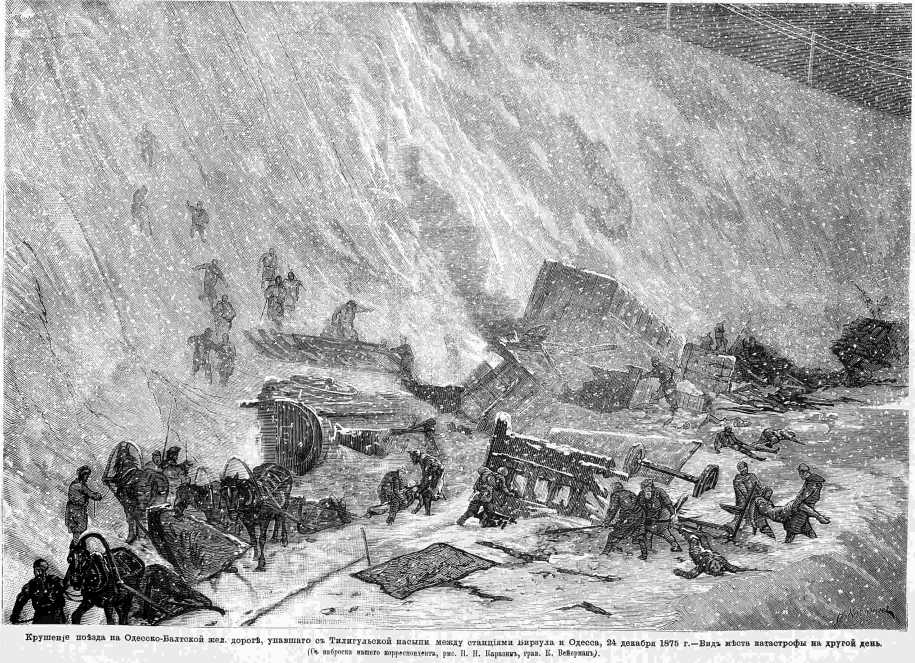
Малюнок 1876 р.

Катастро́фа на Тилігу́льському насипі (рос. Крушение на Тилигульской насыпи) — залізнична катастрофа, що сталася 24 грудня 1875 року (5 січня 1876 року за новим стилем) на 186-і версті Одеської залізниці (біля нинішньої станції Борщі).

## Опис катастрофи
Товарно-пасажирський поїзд, що перевозив в основному новобранців для поповнення 14-ї піхотної дивізії, після тривалої стоянки на станції Балта відправився з маневровим паровозом (єдиним екіпірованим і придатним тоді в Балті) на перегін Балта — Бірзула (нині Подільськ).
Незадовго до цього дорожній майстер вирішив замінити пошкоджені рейки на Тилігульському насипу (споруда заввишки близько 45 метрів, розташована на кривій із підйомом). Про поїзд № 5 він, напевно, не знав і правильну огорожу виставив тільки з боку Бірзули, а з боку Балти — червоний прапор.
Поїзд прямував зі швидкістю 20—25 верст на годину в умовах сильної заметілі. Машиніст не побачив червоного прапора, але, помітивши попереду робітників і розібраний шлях, дав контрпару та став сигналити кондукторам щодо гальмування. Кондукторська бригада на поїзді була скороченою, тож ефективного гальмування не вийшло.
Паровоз в'їхав на розібрану ділянку шляху, зійшов з рейок і впав з насипу, тягнучи за собою вагони. Пасажирські вагони падали один на одного, ламаючись. Зверху на них впали вантажні вагони, які стояли в хвості поїзда, в одному з яких ймовірно була нафта або гас. На уламках вагонів виникла сильна пожежа. Загинуло близько 140 новобранців (з 419) та близько 120 травмовано.